# Teglio
Teglio é uma comuna italiana da região da Lombardia, província de Sondrio, com cerca de 4.795 habitantes. Estende-se por uma área de 115 km², tendo uma densidade populacional de 42 hab/km². Faz fronteira com Aprica, Bianzone, Castello dell'Acqua, Chiuro, Corteno Golgi (BS), Paisco Loveno (BS), Ponte in Valtellina, Schilpario (BG), Valbondione (BG), Villa di Tirano, Vilminore di Scalve (BG).
Pertence à rede das Cidades Cittaslow.

## Demografia
| Variação demográfica do município entre 1861 e 2011                               |
|                                                                                   |
| Fonte: Istituto Nazionale di Statistica (ISTAT) - Elaboração gráfica da Wikipedia |